# Paifve
Paifve (ook wel Peen) is een dorp in de Belgische provincie Luik en een deelgemeente van de gemeente Juprelle. Het was een zelfstandige gemeente tot het bij de fusie van 1977 toegevoegd werd aan de gemeente Juprelle. In Paifve ligt een grote Inrichting tot Bescherming van de Maatschappij (IBM) (Établissement de Défense sociale), een instelling waar delinquenten met een psychische aandoening geïnterneerd worden. Deze instelling werd geopend in 1972.
Paifve ligt aan de taalgrens in het noorden van de gemeente Juprelle. De dorpskom ligt aan de oostkant van de weg van Tongeren naar Luik. Een deel van de westgrens van de deelgemeente wordt gevormd door de oude Romeinse heerweg tussen Tongeren en Herstal, de Chaussée Brunehaut.
Het is een landbouwdorp in Droog-Haspengouw dat zich stilaan ontwikkelt tot een woondorp. Buiten de dorpskom is de deelgemeente nog overwegend agrarisch met vooral akkerbouw en in mindere mate fruitteelt.

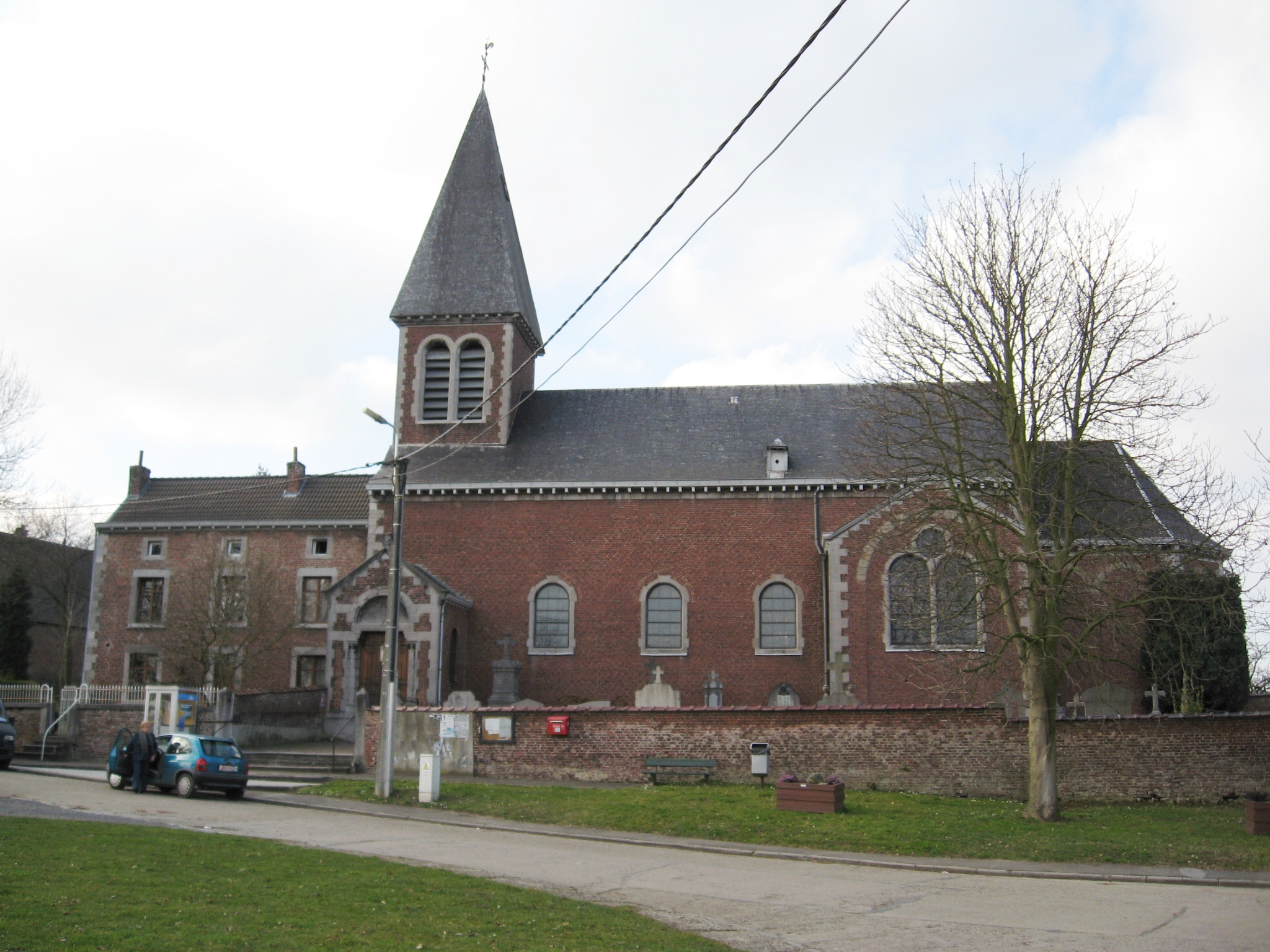
De Onze-Lieve-Vrouw Tenhemelopnemingskerk

## Geschiedenis
Paifve was een van de acht redemptiedorpen die betwist gebied waren tussen de Verenigde Provinciën en het hertogdom Brabant. door het Verdrag van Fontainebleau werd Paifve aan de Verenigde Provinciën toegewezen. In 1795 kwam het dorp in Franse handen en werd het een zelfstandige gemeente tot in 1977 toen Paifve bij Juprelle gevoegd werd.

## Demografische ontwikkeling
- Bronnen:NIS, Opm:1831 tot en met 1970=volkstellingen, 1976= inwoneraantal op 31 december

## Bezienswaardigheden
- De Onze-Lieve-Vrouw-ten-Hemelopnemingkerk is de parochiekerk van Paifve.

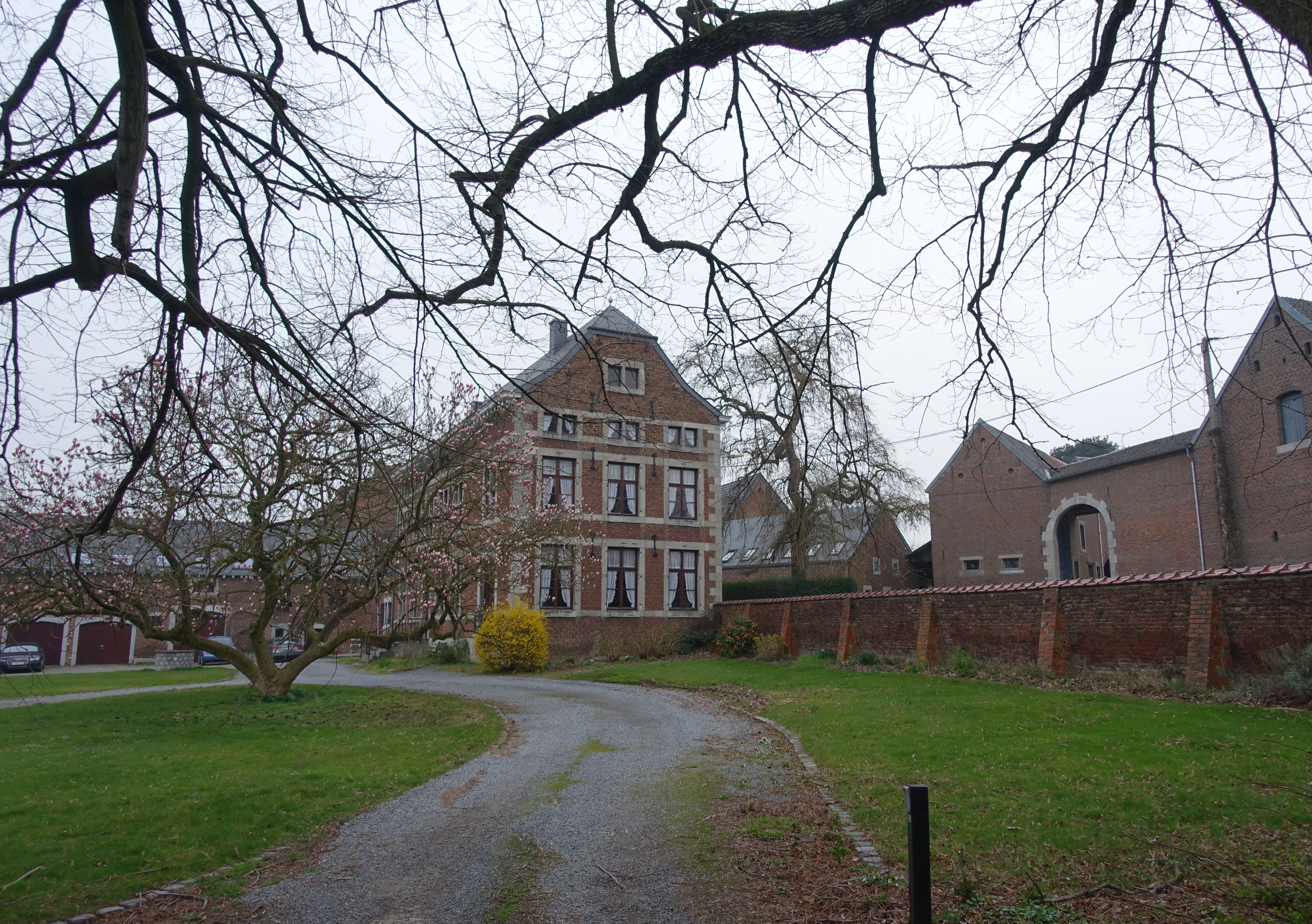
Château-Ferme Là-Bas

## Nabijgelegen kernen
Vreren, Glaaien, Nudorp